# Lâu đài Golub
Lâu đài Golub (tiếng Ba Lan: Zamek w Golubiu) là một pháo đài Teutonic thông thường bốn cánh được xây dựng vào đầu thế kỷ thứ XIV, được xây dựng trên một ngọn đồi như một điểm quan sát nhìn ra toàn bộ thị trấn Golub-Dobrzyń. Lâu đài ban đầu được xây dựng theo phong cách kiến trúc gothic bằng gạch và một căn gác Phục hưng được thêm vào thế kỷ XVII. Nó nằm ở Golub-Dobrzyń, cách Toruń khoảng 43 km về phía đông bắc.

## Lịch sử
Việc xây dựng thành trì bắt đầu từ bước ngoặt của thế kỷ thứ XIII và XIV. Vào thế kỷ thứ XIV, Vua Wladyslaw I, the Elbow-high của Ba Lan đã cố gắng giành lấy thành trì vào vương quốc của mình. Năm 1408, lâu đài là khách của Grand Master Ulrich von Jungingen. Năm 1422, lâu đài bị phá hủy bởi một đội quân của Vương quốc Ba Lan. Trong những năm 1611-1625, lâu đài thuộc quyền sở hữu của Anna Vasa (một công chúa Ba Lan - Thụy Điển và em gái của vua Sigismund III), đó là thời kỳ tráng lệ nhất của lâu đài. Trong thời gian của trận đại hồng thủy Swedish, lâu đài đã bị hư hại và bắt đầu đi vào suy tàn. Trong những năm 1941-1944, các sân trong được sử dụng làm cơ sở huấn luyện cho Hitlerjugend. Sau chiến tranh thế giới thứ hai, lâu đài đã trải qua các công trình phục hồi - được thực hiện vào giữa năm 1947-1953. Tất cả các tàn tích đã được xây dựng lại giữa năm 1959 - 1966 và các phiên bản lịch sử tiếp theo của lâu đài đã được hoàn thành vào năm 2006. Ngày nay, lâu đài được sử dụng như một bảo tàng khu vực, chứa một bộ sưu tập lớn các tác phẩm triển lãm quân sự. 
- Video của lâu đài

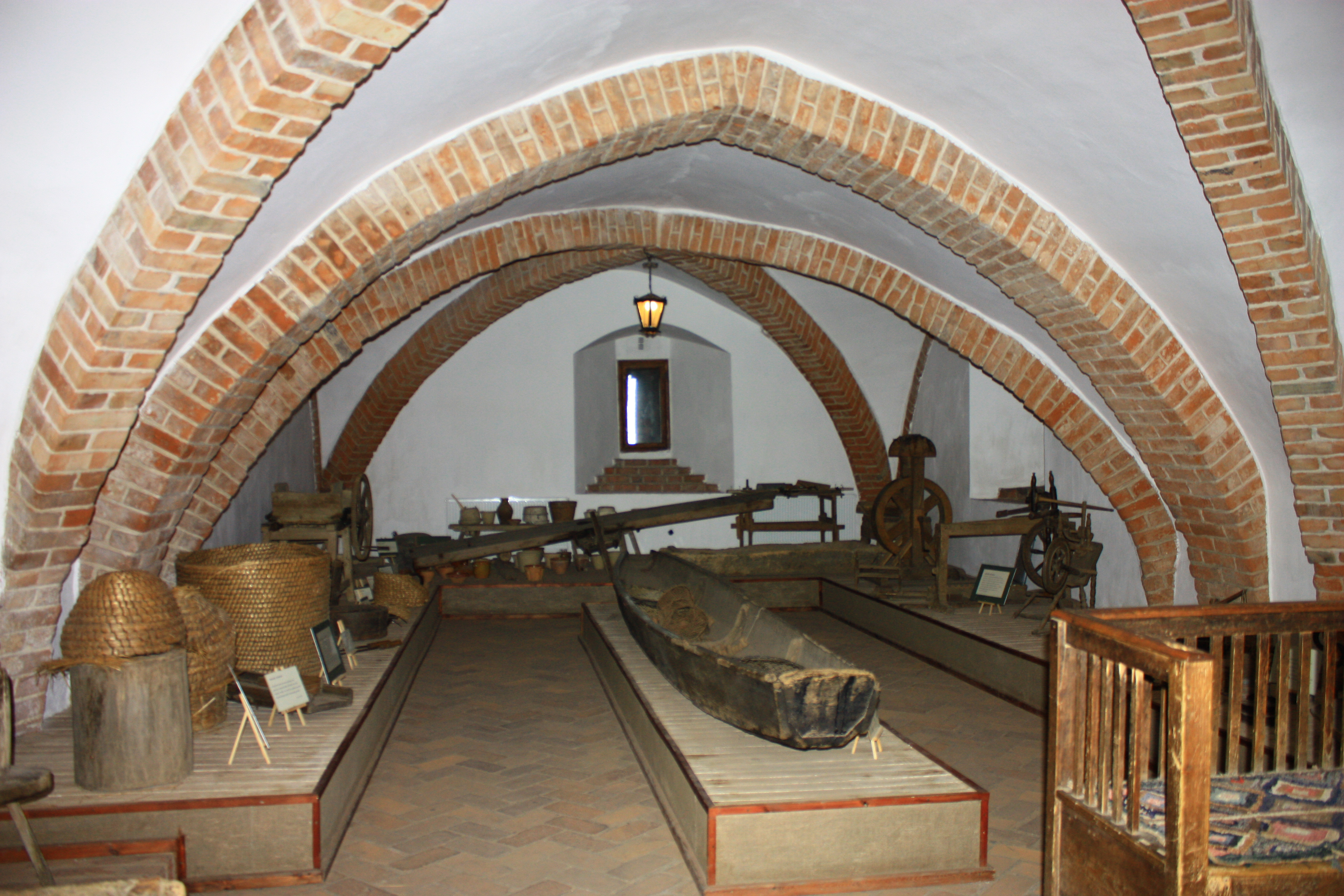
Bảo tàng bên trong lâu đài
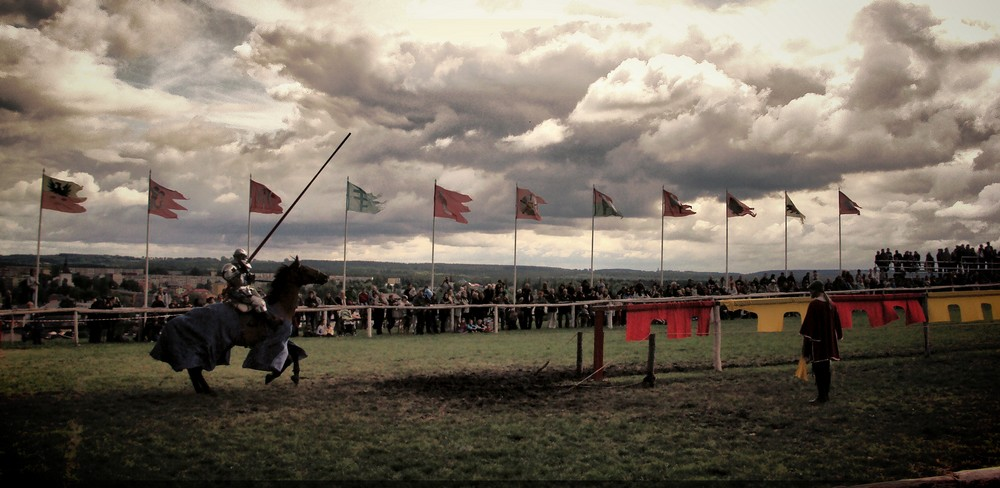
Giải đấu hiệp sĩ